# Iron Gomis
Iron Gomis (Marsiglia, 8 novembre 1999) è un calciatore francese, centrocampista dello Zirə.

## Carriera
Cresciuto nei settori giovanili di Rouen e Amiens, il 12 marzo 2019 firma il primo contratto professionistico con il club bianconero. Il 20 luglio seguente viene ceduto a titolo temporaneo al Dunkerque; rientrato all'Amiens, dopo essersi imposto come titolare il 13 novembre 2020 prolunga fino al 2023. Il 31 gennaio 2022 fa ritorno in prestito, fino al termine della stagione, al Dunkerque. Dopo aver totalizzato 10 presenze in campionato, alla scadenza naturale del prestito torna all'Amiens, dove riuscirà ad imporsi nuovamente come titolare.
Il 15 luglio 2023 si accasa a titolo definitivo al Kasımpaşa, militante nella Süper Lig. Fa il proprio debutto in campionato Il 12 agosto seguente in una gara casalinga vinta per 2-0 contro l'Ankaragücü. Il 27 ottobre mette a segno la sua prima rete della sua esperienza turca in una vittoria contro l'İstanbulspor.
Il 1º febbraio 2024 viene ceduto in prestito alla Salernitana. Debutta ufficialmente con gli ippocampi il 2 marzo seguente in un pareggio esterno contro l'Udinese, subentrando a Lassana Coulibaly al 73' minuto. Nella mattinata del 30 aprile 2024 il giocatore è vittima di un lieve malore mentre si trovava nella sua abitazione, venendo successivamente messo sotto osservazione all'Ospedale San Giovanni di Dio e Ruggi d’Aragona. Tuttavia, dieci giorni dopo il ricovero, viene dimesso e costretto a rimanere a riposo per un periodo di tempo indeterminato. Termina il proprio semestre agli Ippocampi totalizzando 5 sole presenze.  
Nel campionato successivo, dopo il prestito ai granata di Salerno, passa a titolo gratuito dal Kasimpasa agli azeri dello Zira FK.

## Statistiche

### Presenze e reti nei club
Statistiche aggiornate al 21 dicembre 2024.
| Stagione         | Squadra          | Campionato       | Campionato | Campionato | Coppe nazionali | Coppe nazionali | Coppe nazionali | Coppe continentali | Coppe continentali | Coppe continentali | Altre coppe | Altre coppe | Altre coppe | Totale | Totale |
| Stagione         | Squadra          | Comp             | Pres       | Reti       | Comp            | Pres            | Reti            | Comp               | Pres               | Reti               | Comp        | Pres        | Reti        | Pres   | Reti   |
| ---------------- | ---------------- | ---------------- | ---------- | ---------- | --------------- | --------------- | --------------- | ------------------ | ------------------ | ------------------ | ----------- | ----------- | ----------- | ------ | ------ |
| 2019-2020        | Dunkerque        | CN               | 22         | 0          | CF              | 2               | 0               | -                  | -                  | -                  | -           | -           | -           | 24     | 0      |
| 2020-2021        | Amiens           | L2               | 35         | 2          | CF              | 2               | 0               | -                  | -                  | -                  | -           | -           | -           | 37     | 2      |
| 2021-gen. 2022   | Amiens           | L2               | 19         | 0          | CF              | 5               | 0               | -                  | -                  | -                  | -           | -           | -           | 24     | 0      |
| gen.-giu. 2022   | Dunkerque        | L2               | 10         | 1          | CF              | -               | -               | -                  | -                  | -                  | -           | -           | -           | 10     | 1      |
| Totale Dunkerque | Totale Dunkerque | Totale Dunkerque | 32         | 1          |                 | 2               | 0               |                    | -                  | -                  |             | -           | -           | 34     | 1      |
| 2022-2023        | Amiens           | L2               | 35         | 3          | CF              | 3               | 0               | -                  | -                  | -                  | -           | -           | -           | 38     | 3      |
| Totale Amiens    | Totale Amiens    | Totale Amiens    | 89         | 5          |                 | 10              | 0               |                    | -                  | -                  |             | -           | -           | 99     | 5      |
| 2023-gen. 2024   | Kasımpaşa        | SL               | 21         | 1          | CT              | 3               | 1               | -                  | -                  | -                  | -           | -           | -           | 24     | 2      |
| gen.-giu. 2024   | Salernitana      | A                | 5          | 0          | CI              | 0               | 0               | -                  | -                  | -                  | -           | -           | -           | 5      | 0      |
| set. 2024-2025   | Zirə             | PL               | 8          | 0          | AK              | 1               | 1               |                    |                    |                    |             |             |             | 9      | 1      |
| Totale carriera  | Totale carriera  | Totale carriera  | 155        | 4          |                 | 16              | 2               |                    | -                  | -                  |             | -           | -           | 162    | 8      |